# Blonanseryna
Blonanseryna – organiczny związek chemiczny, stosowany jako lek przeciwpsychotyczny. Lek został dopuszczony na rynek japoński przez Japońską Agencję Wyrobów Medycznych i Farmaceutycznych (PMDA) w styczniu 2008 roku, producentem jest Dainippon Sumitomo Pharma. Zarejestrowany jest w Japonii i Korei Południowej w leczeniu schizofrenii.

## Mechanizm działania
Blonanseryna jest antagonistą receptorów dopaminergicznych D2 i D3. Wykazuje też powinowactwo do szeregu innych receptorów, w tym postsynaptycznych receptorów serotoninowych 5-HT2A.

## Skuteczność
Badania kliniczne potwierdziły skuteczność blonanseryny w leczeniu objawów schizofrenii.

## Metabolizm
Blonanseryna metabolizowana jest głównie w wątrobie, przy udziale izoenzymu cytochromu P450 CYP3A4.

## Preparaty
- Lonasen